# Narraga cebraria
Narraga cebraria är en fjärilsart som beskrevs av Jacob Hübner 1799. Narraga cebraria ingår i släktet Narraga och familjen mätare. Inga underarter finns listade i Catalogue of Life.